# Bloodfist II
Bloodfist II er en amerikansk film fra 1990 af Andy Blumenthal.

## Medvirkende
- Don Wilson som Jake Raye
- Rina Reyes som Mariella
- Jose Mari Avellana som Su
- Robert Marius som Dieter
- Maurice Smith som Vinny Petrello
- Timothy D. Baker som Sal Taylor
- James Warring som John Jones